# Amadeus Böhm

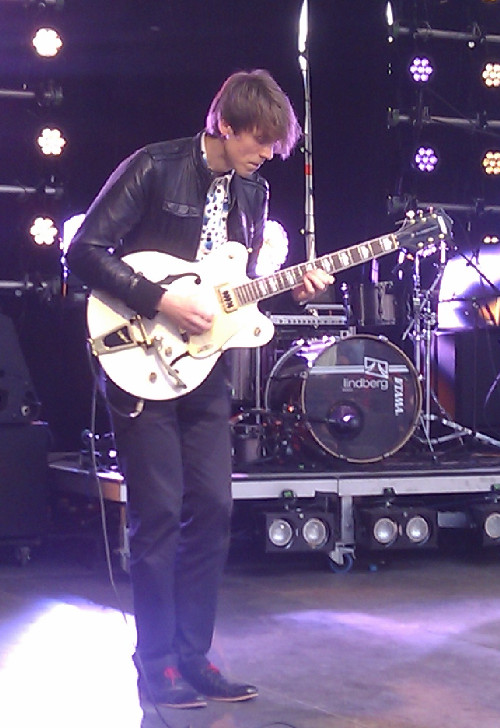
Amadeus Böhm,
Theatron MusikSommer 2014.

Amadeus Böhm, bürgerlich Gregor Böhm (* 9. Mai 1983), ist ein deutscher Musiker, Komponist und Musikproduzent sowie Veranstalter.

## Leben
Böhm wuchs in Haar auf und besuchte dort das Ernst-Mach-Gymnasium. Als Kind bekam er Geigenunterricht, bevorzugte aber dann die Gitarre als Lieblingsinstrument. Nach dem Abitur finanzierte er kurzfristig seinen Lebensunterhalt durch Porträtmalerei. 2009 schloss er bei S.E.T. (School of Entertainment & Technology) die Ausbildung zum Tontechniker ab.

### Musikalisches Wirken
Besonderen musikalischen Einfluss auf sein Schaffen hatten nach eigenen Angaben die Beatles. Böhm spielte in einer Schülerband namens Phlylanor. Für Soloauftritte und -aufnahmen nutzte er von Beginn an das Pseudonym „Amadeus“, unter dem er bekannt wurde. Auf seinen Solo-Alben spielt der Singer-Songwriter Gitarre und teilweise Klavier. Nach Erscheinen seines zweiten Albums schrieb das Webzine Rockreport im Oktober 2008: „Schon nach den ersten Akkorden wird klar dass es sich hierbei nicht um ein im Abseits stehendes Nebenprojekt handelt, sondern um leidenschaftliches Songwriting dem es in keinster Weise an Eigenständigkeit fehlt. Eine Wahnsinnsstimme lässt einen vom ersten Moment an unter Gänsehaut spüren um was es hier geht. Um pure Musik nämlich, die man in dieser Form aus München nicht erwarten konnte.“ Die Musikzeitschrift Visions stellte zeitgleich fest: „Hier klingt einer wie die Kooks, wenn sie auf teuren Akustikgitarren leichte Songs für die wichtigeren Fernsehstationen einspielen. Die Texte sind ein wenig schwächer […], aber das waren sie in den 60ern ja auch. Hätte sich der junge Amadeus dazu ein wenig passender zurechtgemacht, die Täuschung wäre fast perfekt.“ Live tritt er in vierköpfiger Besetzung unter dem Namen Amadeus & The Breaking Hearts auf.

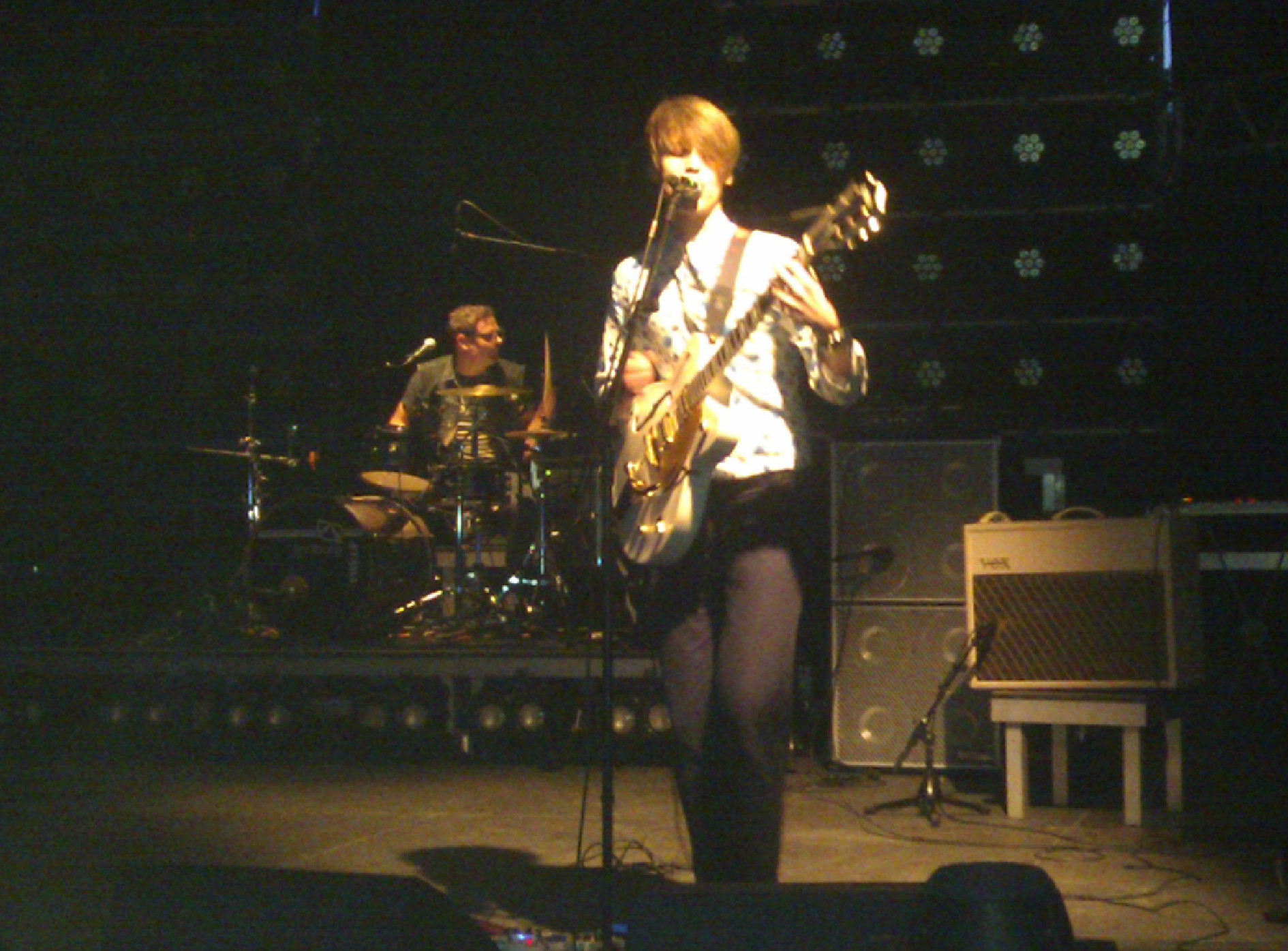
Böhm (re.) mit Frank Feiler (li.) als Duo „Elektrik Kezy Mezy“

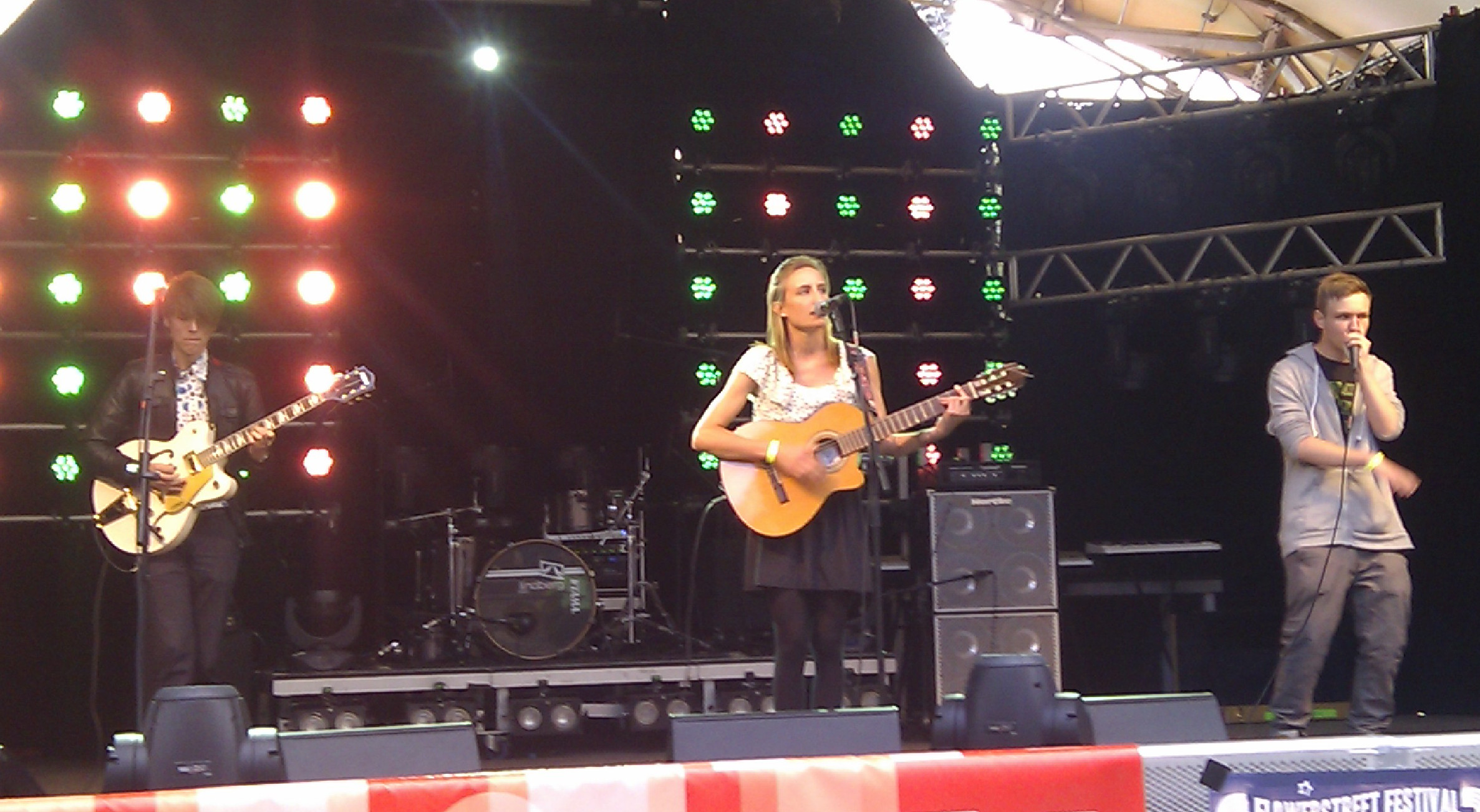
Sarah Sophie (Mitte),
begleitet von Amadeus Böhm (li.) und dem Beatboxer Timo Eckmüller aka „Trash“ (re.)

Böhm spielte in zahlreichen Musikformationen. Unter anderem gründete er die bereits aufgelöste Münchener Rock-Jazz-Experimental-Band Polyphems Monokel und 2005 zusammen mit Raffael „Raffi“ Scheiber die Band Five! Fast!! Hits!!!, die 2009 aufgelöst wurde. Unter dem Pseudonym „Mezy“ gründete er bereits ein Jahr zuvor mit Frank Feiler alias „Kezy“ die Garage-Soul-Rock-Band Elektrik Kezy Mezy, die 2012 von der Initiative Musik gefördert wurde. Bei Live-Auftritten der bei seinen Labels unter Vertrag stehenden Künstler begleitet er unter anderem auch mit seiner Gitarre.
Mit seinen Bands trat er zusammen mit bekannten Bands auf, beispielsweise mit Art Brut, The Rifles oder The View.

### Musikproduktion und Veranstaltungen
Böhm gründete im Oktober 2008 zusammen mit Hanna Kolb das Independent-Label Flowerstreet Records und 2010 ein Schwesterlabel namens In Bloom Records. Beide Labels haben die Förderung junger Nachwuchsmusiker zum Ziel. Flowerstreet Records gründete er auch in der Absicht, um jungen Künstlern schlechte Erfahrung zu ersparen, die er selbst als junger Musiker machen musste. In diesem Rahmen organisiert er in München unter anderem seit 2009 im Feierwerk das szenebekannte „Flowerstreet Festival“. Insgesamt veranstalten seine Labels rund 150 Konzerte pro Jahr. 2012 gründete Böhm passend zum Namen seines zweiten Labels den Musikverlag In Bloom Publishing.
2013 war Böhm neben Thomas Sessner, Leiter der BR-Abteilung „Film aktuell“ und Redaktionsleiter des Magazins Kino Kino, Hauptredner beim Münchener Filmfestival „35mm-meets-Vinyl“. Prinz München titulierte ihn 2009 als „Marc Liebscher [Manager der Sportfreunde Stiller] der neuen Generation“. 2011 setzte ihn die Zeitschrift Prinz auf Platz 8 ihrer Liste „Die wichtigsten Münchner“. In einem Beitrag über die von ihm entdeckte Band Exclusive des Musikmagazins on3-Startrampe des Senders ARD-alpha wurde er 2012 als „Münchner Indie-Impresario“ betitelt. Exclusive zählt derzeit als seine bekannteste Entdeckung.

## Veröffentlichungen

### Solo-Diskografie
- 2008: Love And Other Mistakes (Flowerstreet Records)[24]
- 2007: The Songs To Sing (Little Teddy Recordings)[25]

### Filmmusik
Für die im September 2014 erstausgestrahlte vierteilige ZDF-Dokumentarfilmreihe „House of Love“ aus der Reihe Das kleine Fernsehspiel schrieb er die Titelmusik. Die von der Münchener Firma Megaherz produzierte Dokureihe wurde auch im Februar 2014 auf der Berlinale gezeigt. Im Kinofilm „Abschussfahrt“ (2015; Regie: Tim Trachte) wie auch auf dem zugehörigen Soundtrack (Embassy of Music) ist seine Band Elektrik Kezy Mezy mit dem von ihm geschriebenen Titel Friends zu hören.

## Ehrungen
- 2013: tz-Rosenstrauß des Jahres in der Kategorie „Pop“ für Flowerstreet[28]
- 2011: Förderpreis Musik der Landeshauptstadt München[15]
- 2011: Nominierung zur Wahl „Münchner des Jahres“, Süddeutsche Zeitung[29]